# Lista över Guinea-Bissaus premiärministrar
Detta är en lista över Guinea-Bissaus regeringschefer.
| N  | Namn                      | Ämbetsperiod                         |                               |
| -- | ------------------------- | ------------------------------------ | ----------------------------- |
| 1  | Francisco Mendès          | 24 september 1973 – 7 juli 1978      |                               |
| 2  | Constantino Teixeira      | 7 juli – 28 september 1978           |                               |
| 3  | João Bernardo Vieira      | 28 september 1978 – 14 november 1980 |                               |
| 4  | Victor Saúde Maria        | 14 maj 1982 – 10 mars 1984           |                               |
| 5  | Carlos Correia            | 27 december 1991 – 26 oktober 1994   |                               |
| 6  | Manuel Saturnino da Costa | 26 oktober 1994 – 6 juni 1997        |                               |
| 7  | Carlos Correia            | 6 juni 1997 – 3 december 1998        |                               |
| 8  | Francisco Fadul           | 3 december 1998 – 19 februari 2000   |                               |
| 9  | Caetano N'Tchama          | 19 februari 2000 – 19 mars 2001      |                               |
| 10 | Faustino Imbali           | 21 mars – 9 december 2001            |                               |
| 11 | Alamara Nhassé            | 9 december 2001 – 17 november 2002   |                               |
| 12 | Mário Pires               | 17 november 2002 – 14 september 2003 |                               |
| 13 | Artur Sanhá               | 28 september 2003 – 10 maj 2004      |                               |
| 14 | Carlos Gomes Júnior       | 10 maj 2004 – 2 november 2005        |                               |
| 15 | Aristides Gomes           | 2 november 2005 – 13 april 2007      |                               |
| 16 | Martinho Ndafa Kabi       | 13 april 2007 – 5 augusti 2008       |                               |
| 17 | Carlos Correia            | 5 augusti 2008 – 2 januari 2009      |                               |
| 18 | Carlos Gomes Júnior       | 2 januari 2009 – 10 februari 2012    |                               |
| 19 | Adiato Djaló Nandigna     | 10 februari 2012 – 12 april 2012     | Tillförordnad premiärminister |
| 20 | Rui Duarte de Barros      | 16 maj 2012 – 3 juli 2014            | Tillförordnad premiärminister |
| 21 | Domingos Simões Pereira   | 3 juli 2014 – 20 augusti 2015        |                               |
| 22 | Baciro Djá                | 20 augusti 2015 – 17 september 2015  |                               |
| 23 | Carlos Correia            | 17 september 2015 – 27 maj 2016      |                               |
| 24 | Baciro Djá                | 27 maj 2016 – 18 november 2016       |                               |
| 25 | Umaro Sissoco Embaló      | 18 november 2016 – 30 januari 2018   |                               |
| 26 | Artur Silva               | 30 januari 2018 – 16 april 2018      |                               |
| 27 | Aristides Gomes           | 16 april 2018 – 21 juli 2019         |                               |
| 28 | Domingos Simões Pereira   | 21 juli 2019 – 29 juli 2019          |                               |
| 29 | Aristides Gomes           | 29 juli 2019 – 1 november 2019       |                               |
| 30 | Faustino Imbali           | 1 november 2019 – 8 november 2019    |                               |
| 31 | Aristides Gomes           | 8 november 2019 – 28 februari 2020   |                               |
| 32 | Nuno Gomes Nabiam         | 28 februari 2020 – 8 augusti 2023    |                               |
| 33 | Geraldo Martins           | 8 augusti 2023 – 21 december 2023    |                               |
| 34 | Rui Duarte de Barros      | 21 december 2023 –                   |                               |